# Sindanglaya (Sukatani)
Sindanglaya is een bestuurslaag in het regentschap Purwakarta van de provincie West-Java, Indonesië. Sindanglaya telt 3798 inwoners (volkstelling 2010).